# Mulun
Mulun (kinesiska: 木论乡, 木论) är en socken i Kina. Den ligger i den autonoma regionen Guangxi, i den södra delen av landet, omkring 250 kilometer norr om regionhuvudstaden Nanning.
Genomsnittlig årsnederbörd är 1 817 millimeter. Den regnigaste månaden är juni, med i genomsnitt 353 mm nederbörd, och den torraste är februari, med 43 mm nederbörd.